# Шидлово (Гнезненський повіт)
Шидлово (пол. Szydłowo, нім. Schidlowo) — село в Польщі, у гміні Тшемешно Гнезненського повіту Великопольського воєводства.
Населення — 215 осіб (2011).
У 1975-1998 роках село належало до Бидгощського воєводства.

## Демографія
Демографічна структура станом на 31 березня 2011 року:
|          | Загалом | Допрацездатний вік | Працездатний вік | Постпрацездатний вік |
| -------- | ------- | ------------------ | ---------------- | -------------------- |
| Чоловіки | 110     | 22                 | 78               | 10                   |
| Жінки    | 105     | 25                 | 57               | 23                   |
| Разом    | 215     | 47                 | 135              | 33                   |